# Elecciones generales de Tanzania de 1985
Las elecciones generales de Tanzania de 1985, se celebraron el 13 de octubre de 1985. El país era un estado de partido único en ese momento, con el Chama Cha Mapinduzi como único partido legal. Para las elecciones a la Asamblea Nacional hubo dos candidatos del mismo partido en cada circunscripción, mientras que las elecciones presidenciales fueron efectivamente un referéndum sobre el candidato del CCM, Ali Hassan Mwinyi, quien sucedió a Julius Nyerere como presidente. 
Se realizaron varios cambios en las elecciones, incluido el aumento del número de distritos electorales de 106 a 119, la eliminación de los 20 escaños regionales elegidos por los parlamentarios y la introducción de 15 escaños reservados para mujeres. La edad para votar se redujo de 21 a 18 años por la Ley Electoral de 1985, y una enmienda constitucional del año anterior había limitado al presidente a dos mandatos.

## Antecedentes

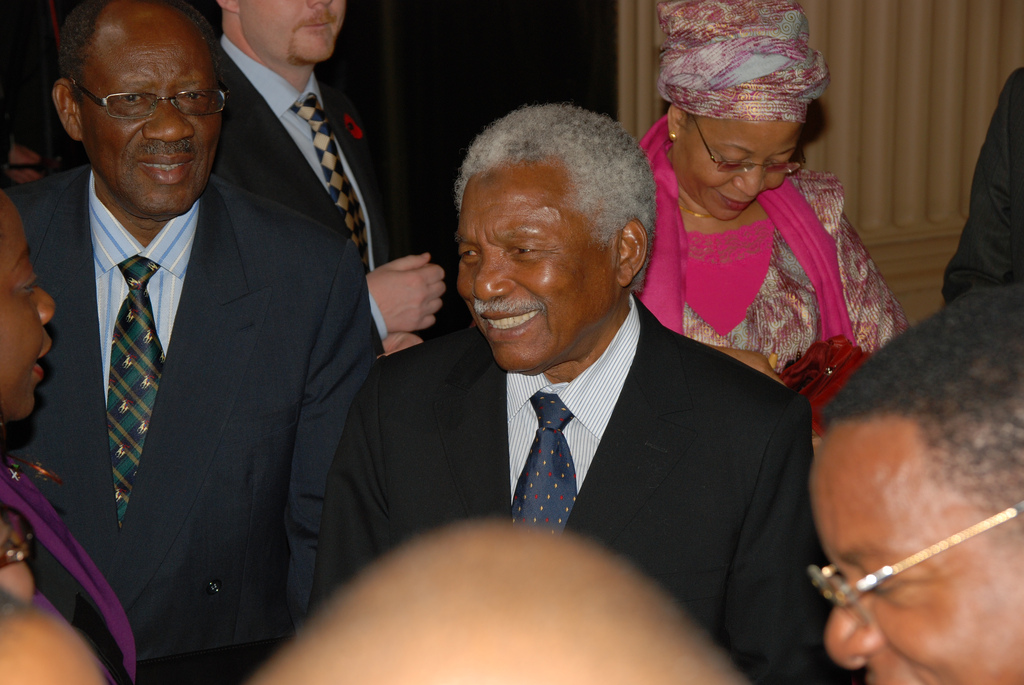
Presidente Ali Hassan Mwinyi.

El país es un Estado unipartidista, donde el único partido legal es el Partido de la Revolución (CCM). 
Para la elección del poder legislativo, residente en la Asamblea Nacional, había dos candidatos del partido único en cada distrito electoral, mientras que en la elección presidencial se presentó la candidatura del líder de la colectividad, Ali Hassan Mwinyi, para suceder al mandatario Julius Nyerere.
Se escogieron 274 escaños parlamentarios. El Presidente era elegido a través de referéndum revocatorios, donde los ciudadanos se pronunciaban si desean la mantención del Presidente en ejercicio o buscaban otra opción dentro del único partido existente en el país.
Se introdujo una enmienda constitucional en 1984 donde se estipulaba que el poder ejecutivo podría ser ejercido por el mismo Presidente solo con un máximo de dos mandatos, por lo cual Nyerere quedaba impedido de volver a postular. Dentro de esta reforma se incluyó además la edad mínima para los votantes de 21 a 18 años.

## Resultados electorales

### Presidenciales
|  | 95,68 % |

|  | 4,32 % |

|  | 96,4 % |

|  | 3,6 % |

|  | 100,0 % |

|  | 75,0 % |

### Asamblea Nacional
|  | 100,00 % |

|  | 95,7 % |

|  | 4,3 % |

|  | 100,00 % |

|  | 72,1 % |